# Parafia Trzech Świętych Hierarchów w Strasburgu
Parafia Trzech Świętych Hierarchów – etnicznie grecka parafia prawosławna w Strasburgu. 